# وولف سیتی (تگزاس)
وولف سیتی، تگزاس(به انگلیسی: Wolfe City, Texas) شهری در ایالت تگزاس از ایالات جنوبی ایالات متحده آمریکا است. در سرشماری سال ۲۰۰۰، جمعیت این شهر ۱۵۶۶ نفر اعلام شد.